# Zaskia Sungkar
Zaskia Sungkar (n. 22 de diciembre de 1990, Yakarta), es una cantante, actriz y bailarina indonesia. 

## Biografía
Sungkar nació en Yakarta el 22 de diciembre de 1990. Ella es la hija mayor de actor Mark Sungkar y su madre se llama Fanny Bauty. Su hermana menor, Shireen Sungkar, también es actriz. 

## Carrera
Sungkar entró a la industria del entretenimiento después de su hermana menor, pero encontró más resistencia por parte de su padre. Mientras Shireen se dedicaba a la actuación, Zaskia comenzó con la música. En el 2008 las dos hermanas fundaron el dúo The Sisters. Las dos lanzaron un álbum homónimo ese mismo año, con un sencillo titulado "Keajaiban Cinta" ("Milagro de Amor"), en la que se estrenó a nivel nacional. Al año siguiente, comenzó a trabajar en la actuación en varios sinetron (telenovelas) de Indonesia, como en Terlanjur Cinta (demasiado lejos en el amor), Seruni y Koboi Cabe Rawit (ojo de pájaro Chili Cowboy).
Después de su matrimonio con el actor Irwansyah, Sungkar lanzó un sencillo con su esposo y este la colaboró cuando empezó a trabajar también como presentadora de televisión en varias ocasiones. Sungkar abrió su primera aventura, el Centro de Kindergarten Khalifa en Bintaro, Tangerang, con su hermana. Ella declaró que no quería debutar como actriz en los sinetrons, aunque ella consideraría mucho mejor más trabajar en películas y otros géneros de televisión y su intención de seguir cantando.
Bibliografía
- «Irwansyah-Zaskia in no hurry to have kids». The Jakarta Post. 17 de enero de 2011. Consultado el 15 de octubre de 2011.
- Haryanto, Rachman (24 de abril de 2011). «Zaskia Sungkar Pilih Nyanyi, Irwansyah Syuting Stripping» [Zaskia Sungkar Chooses Singing, Irwansyah Shoots Serials]. Detik.com (en indonesian). Consultado el 15 de octubre de 2011.
- Kamil, Ati (16 de enero de 2011). «Irwansyah-Zaskia Sungkar: Bulan Madu Sekalian Umrah» [Irwansyah-Zaskia Sungkar: Honeymoon and Umrah]. Kompas (en indonesian). Archivado desde el original el 16 de octubre de 2011. Consultado el 15 de octubre de 2011.
- «Ketimbang Hura-hura, Zaskia Sungkar Pilih Mangkal di Lokasi Shooting» [Rather than Go Partying, Zaskia Sungkar Prefers Staying at her Shooting Location]. Kompas (en indonesian). 2 de febrero de 2010. Archivado desde el original el 16 de octubre de 2011. Consultado el 15 de octubre de 2011.
- Rodiana, Nugraha (6 de marzo de 2011). «Irwansyah & Zaskia Sungkar Rilis Single di Resepsi Pernikahan» [Irwansyah & Zaskia Sungkar Release an Album at Their Wedding Reception]. Detik.com (en indonesian). Consultado el 15 de octubre de 2011.
- «Zaskia Sungkar». KapanLagi.com (en indonesian). Consultado el 15 de octubre de 2011.
- «Zaskia Sungkar Dibawah Bayangan Shireen» [Zaskia Sungkar in Shireen's Shadow] (en indonesian). Indosiar. Archivado desde el original el 12 de junio de 2012. Consultado el 17 de octubre de 2011.
- «Zaskia Sungkar Ingin Anak Belajar Bahasa Arab» [Zaskia Sungkar Wants Children to Study Arabic]. KapanLagi.com (en indonesian). 6 de julio de 2011. Consultado el 15 de octubre de 2011.
- «Zaskia Sungkar Jalani Program Untuk Hamil» [Zaskia Sungkar is On a Fertility Program]. KapanLagi.com (en indonesian). 4 de julio de 2011. Consultado el 15 de octubre de 2011.

- Datos: Q5252631